# Illustrious Company
Illustrious Company es el nombre de la sociedad formada por Vince Clarke y Martyn Ware.

## Descripción
Illustrious Company se dedica a crear música Ambient para eventos o inauguraciones, con lo que ellos llaman música 3D.

Dicha asociación, formada por los pioneros de la música electrónica Vince Clarke (Erasure, Yazoo, Depeche Mode) y Martyn Ware (Human League, Heaven 17), generó tres álbumes y varias canciones que aparecieron en diversos compilados.

Su primer proyecto se llamó Pretentious y fue editado en 1999. Dos años más tarde lanzarían Spectrum Pursuit Vehicle y en 2003 Virtual Wishing Tree.

A pesar de no haber editado más álbumes desde entonces, la compañía sigue activa pero se desconoce si Vince Clarke sigue activo en la misma.

## Discografía
- Pretentious (1999, como The Clarke and Ware Experiment)
- Spectrum Pursuit Vehicle (2001, solo como Vincent Clarke & Martyn Ware)
- Massive (2001, solo como Vincent Clarke & Martyn Ware)
- Performance at the Sony Party (solo como Vincent Clarke & Martyn Ware)
- Virtual Wishing Tree (2003, solo como Vincent Clarke & Martyn Ware)
- Sweetly the Air Flew Overhead (2003, solo como Vincent Clarke & Martyn Ware)
- Electroclash (como Clarke'N'Ware)
- The House of Illustrious (caja recopilatoria, 2012, como The Clarke and Ware Experiment)